# Protonaveta
Una Protonaveta, segons uns autors, o sepulcre de triple parament, segons altres, és una estructura funeraria de caràcter col·lectiu, construïda amb tècnica ciclòpia (utilització de grans pedres formant filades), de caràcter funerari i exclusiu de l'illa de Menorca. Té una planta circular i fins a tres paraments concèntrics de pedra, reomplerts per pedra petita, que conjuntament formen un mur. Es varen construir a finals del Calcolític i van ser utilitzades fins a finals de l'Edat del Bronze o Període Pretalaiòtic de Menorca tot i la semblança que tenen amb les navetes d'enterrament, no són de la mateixa cronologia.

## Estructures anteriors a les protonavetes o sepulcres de triple parament
L'evolució de les estructures funeràries prehistòriques de Menorca no és directe, però si que s'han documentant edificis anteriors i posteriors a les protonavetes. Així doncs, serien anteriors a les protonavetes o sepulcres de triple parament, els sepulcres megalítics, també anomenats dolmens. Una estructura funeraria construïda amb grans lloses amb una cambra funeraria rectangular a la que s'accedeix a través d'un corredor d'accés el qual si entra a través d'una llosa perforada col·locada en la façana. Segons Lluís Plantalamor, s'ha pogut observar que els sepulcres megalítics estan concentrats en una espai reduït de la geografia de l'illa de Menorca, concretament, entre la zona de Sant Climent (Maó) i el sud-est d'Alaior. També s'ha pogut observar que sovint estan situats als pedents de turons. Els antropòlegs a través de l'estudi de les restes òssies han documentat que es tracta d'un edifici d'inhumació col·lectiva, és a dir, que les persones s'enterraven sense diferenciació de sexe i edat. Els sepulcres megalítics més coneguts són el de Ses Roques Llises, Montplè i Alcaidús.

## Protonavetes o sepulcres de triple parament
Les protonavetes o sepulcres de triple parament es van documentar a inicis del segle XXI als jaciments de Son Olivaret i Ses Arenes de Baix. Totes s'organitzen entorn a una cambra central de forma ovalada, la qual es troba envoltada per tres filades concèntriques de grans pedres que tindrien la funció de subjectar el túmul de terra que cobriria l'estructura. Tot i així, hi ha diferencies estructurals entre el sepulcre de Son Olivaret i Ses Arenes de Baix. Per exemple, en el sepulcre de Son Olivaret, concretament,a l'àbsis es va documentar una pedra en posició vertical, que no es va trobar al de Ses Arenes de Baix, tot i que no es pot afirmar que no hi hagués estat durant el passat, ja que els arqueòlegs han pogut documentar l'absència d'alguns elements arquitectònics. També hi ha diferències pel que fa a l'estructura de l'entrada.
Les protonavetes tenen elements arquitectònics comuns amb els dels sepulcres megalítics de Binidalinet i Montplè, però sobre tot amb el d'Alcaidús i Ses Roques Llises, però destaca el canvi en la forma de la cambra i el passadís d'entrada. A més, en el cas de Son Olivaret i Ses Arenes de Baix no s'ha documentat cap llosa perforada. Cronològicament es varen utilitzar entre el 1700 i el 1300 aC coincidint amb el final de l'ús dels dòlmens.

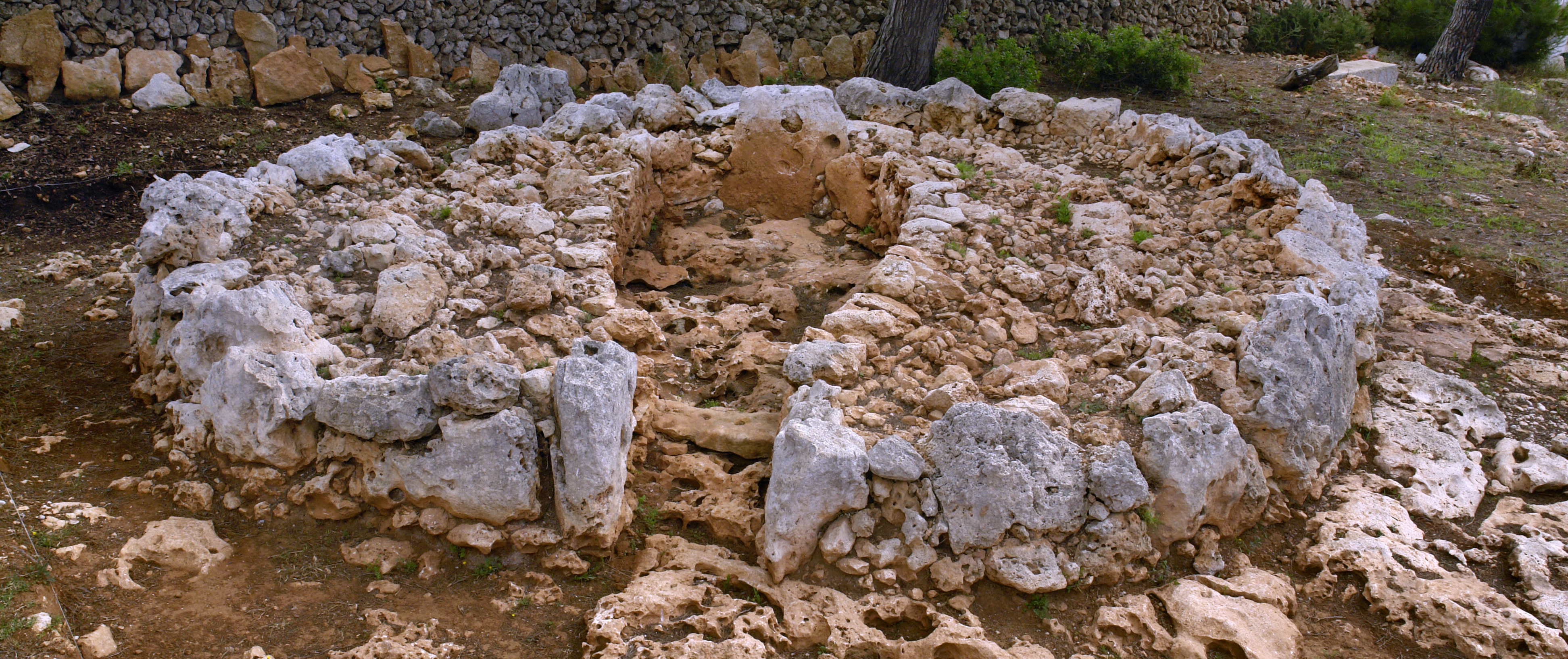
Sepulcre de Triple Parament de Son Olivaret (Ciutadella). Fotografia Museu de Menorca

Les restes òssies d'ambdos jaciments van ser estudiades per antropòlegs físics. A través dels seus estudis van poder determinar que eren estructures funeràries d'ús col·lectiu, és a dir, que hi havien enterrat més d'una persona. Concretament, es va poder saber que al jaciment de Son Olivaret durant l'època pretalaiòtica s'hi van enterrar com mínim 30 persones d'edats diverses, és a dir, persones adultes, infantils, juvenils i fins i tot, algun nadó.

## Estructures posteriors a les protonavetes o sepulcres de triple parament
Tant si l'evolució interna va ser a partir dels models descrits anteriorment o no, els arqueòlegs han pogut documentar que l'estructura funerària que cronològicament segueix a les protonavetes o sepulcres de triple parament són les navetes de planta circular, també anomenades navetes de tipus intermedi. Aquestes també s'assemblen als sepulcres megalítics i a les protonavetes, però es caracteritzen per tenir una cambra rectangular i un passadís d'entrada amb una llosa perforada que separa la cambra del corredor. La gran diferència amb les estructures anteriorment esmentades recau en que el túmul de terra del sepulcre megalític és substituït en aquests edificis per un recobriment amb pedres, fet que fa més plausible l'evolució cap a les navetes d'enterrament. Alguns exemples d'aquest tipus d'edificis són: Biniac-l'Argentina Oriental i Occidental, Torrellisar Vell, Torralbet i Cotaina
Plantalamor, va poder documentar que les navetes circulars o de tipus intermedi es trobaven en un espai molt concret de Menorca, concretament que estaven situats al nord dels sepulcres megalítics. És a dir, totes les navetes de planta circular es troben als voltants de la carretera de Maó a Alaior i a la que va de Sant Climent a Cala'n Porter i Alaior, excepte la de Torrellisar Vell que està una mica més a l'oest.

## Candidatura de la Menorca Talaiòtica a patrimoni mundial
Actualment, una selecció de jaciments prehistòrics de Menorca opten a ser declarats patrimoni de la humanitat per la UNESCO, sota el nom de Menorca Talaiòtica. Els jaciments en qüestió són: Necròpolis de Cala Morell, Naveta des Tudons, Es Castellàs des Caparrot de Forma, Ses Roques Llises, Trepucó, Poblat talaiòtic de Torralba d'en Salort, Cova des Càrritx, Taula de Torrellisar, Hipogeu de Torre del Ram, Hipogeus de Biniai Nou, Monument de na Comerma de sa Garita, Naveta de Biniac Oriental, Navetes de Rafal Rubí, Necròpolis i Es Castellet de Calescoves, Poblat de Son Mercer de Baix, Poblat talaiòtic de Binissafúller, Poblat talaiòtic de Montefí, Sa Cudia Cremada, Poblat talaiòtic de Sa Torreta, Poblat talaiòtic de Sant Agustí, Poblat talaiòtic de Torrellafuda, Poblat talaiòtic de Torretrencada, Sala hipòstila des Galliner de Madona, So na Caçana, Sepulcre de Son Olivaret, Talaiot de Torelló, Talaiot de Trebalúger, Poblat de Cala Morell, Torre d'en Galmés, Cornia Nou